# Iduns kvinnliga akademi
Iduns kvinnliga akademi (IKA) var ett svenskt sällskap för kvinnor, bildat 1905. 
IKA delade ut stipendier. Det förvaltade tidningens Iduns stipendium. Priset delades ut varje år till en kvinna som hade företrätt sitt kön på något bemärkt sätt inom något område. 
Bland dess stipendiater fanns Gertrud Adelborg (1907), Elfrida Andrée (1908) och Dagny Thorvall (1928). 
IKA sammanträdde i Konstnärshuset och hade nio ledamöter. 1907 bestod dess ledamöter av Alice Nordin, Gerda Lundequist, Agda Montelius, Lilli Zickerman, Karolina Widerström, Sofia Gumaelius, Anna Sandström, Carolina Östberg och Selma Lagerlöf.
Bland dess ledamöter fanns Alice Nordin (1905), Ina Almén (1918), Selma Lagerlöf, Carolina Östberg och Karolina Widerström.